# Solimoea acrensis
La solimoea (Solimoea acrensis) è un primate estinto, appartenente agli atelidi (o scimmie ragno). Visse nel Miocene superiore (circa 8 milioni di anni fa) e i suoi resti sono stati ritrovati in Brasile. È considerata la più antica scimmia ragno.

## Descrizione
I resti fossili noti di questo animale corrispondono unicamente al primo molare inferiore e a una mascella con il terzo e quarto molare. Nonostante la scarsità dei resti, gli studiosi sono riusciti a capire che questo primate era imparentato con le attuali scimmie ragno; come queste, probabilmente era dotato di lunghe zampe con le quali si muoveva agilmente tra gli alberi.

## Classificazione
I fossili di Solimoea sono stati ritrovati nella formazione Solimões, nella località di Patos, nello Stato di Acre in Brasile. I paleontologi che hanno descritto i resti ritengono che Solimoea dovesse essere un rappresentante della famiglia degli atelini (Atelinae), che attualmente comprende i generi Ateles, Lagothrix e Brachyteles. Altre scimmie ragno estinte furono le grandi Caipora e Protopithecus. Nella stessa formazione che ha restituito i resti i Solimoea è noto un altro primate gigante, il cebo Acrecebus.

## Stile di vita
Sulla base di analogie riscontrate tra i fossili della mascella di Solimoea e le mascelle dell'attuale Ateles, gli studiosi pensano che come le forme odierne, anche Solimoea avesse una dieta simile a quella delle scimmie ragno, e che si cibasse di frutti. Anche i molari sono molto simili a quelli delle forme viventi.